# Waltraud Schiffer
Waltraud Schiffer (* 23. März 1966) ist eine österreichische Politikerin und Landwirtin.

## Leben und Karriere
Waltraud Schiffer wurde am 23. März 1966 geboren. Als Jugendliche absolvierte sie eine Lehre zur Büro- und Einzelhandelskauffrau sowie zur Medizinisch-technischen Assistentin. Zumindest seit den 1990er Jahren betreibt sie mit ihrem Ehemann Siegfried den sogenannten Schifferhof in Eggersdorf bei Graz, etwa 17 Kilometer von der steirischen Landeshauptstadt entfernt. Der Betrieb wird als Erlebnis- und Exkursionsbauernhof und seit 1996 als „Schule am Bauernhof“-Betrieb geführt. Die Bewirtschaftung erfolgt seit mittlerweile zwei Jahrzehnten in Form einer Arbeitsgemeinschaft mit zwei benachbarten Familien. Der Bauernhof ist auf die Verarbeitung von Milchprodukten spezialisiert. Hauptprodukte sind Käse, Topfen, Butter, Natur- und Fruchtjoghurts, Frischkäse, sowie eine Vielzahl an verschiedenen Sorten Speiseeis. Erste Erfahrung in der Politik sammelte die aus dem schwarzen Umland von Graz kommende Schiffer als langjährige Gemeinderätin ihrer Heimatgemeinde Eggersdorf, wo sie ab Mitte der 2000er Jahre die ÖVP vertrat. Ab 27. September 2011 gehörte sie als Abgeordnete des 1. Wahlkreises dem Landtag Steiermark, wo sie den bisherigen Abgeordneten Wolfgang Kasic ersetzte und dem Landtag bis zum Ende der XVI. Gesetzgebungsperiode angehörte. 
Nachdem sie sich mit der ÖVP in ihrem Heimatort zerworfen hatte, nachdem sie in einer Kampfabstimmung der Volkspartei mit 53 zu 121 Stimmen verlor und schlussendlich weit hinten landete, legte Schiffer alle ihre Funktionen bei der ÖVP nieder und trat aus dem schwarzen Landtagsklub aus. Dass sie ihr Landtagsmandat nicht zurücklegte, sorgte daraufhin bei der ÖVP für Unmut. Schiffer meinte daraufhin, ihre monatliche Gage in Höhe von 5.579 Euro brutto an die Kirche in ihrer Heimatgemeinde zu spenden, da sie auf dieses Geld nicht angewiesen sei. Anfang Februar 2015 wechselte sie daraufhin die Lager und kam bei der FPÖ unter, nachdem sie es als ÖVP-Landtagsabgeordnete auf lediglich 24 Minuten Redezeit im Landtag gebracht hatte. Kurz vor Ende der XVI. Gesetzgebungsperiode sorgte sie noch einmal für Aufsehen, als sie dem Team Stronach mit ihrer Unterschrift verhalf, an der Landtagswahl in der Steiermark 2015 anzutreten. Von der Kronen Zeitung wurde sie daraufhin als gekaufte Braut bezeichnet, was wiederum den Vertretern des Team Stronach missfiel.
Darüber hinaus trat die dreifache Mutter bei der Landwirtschaftskammer auch als Bezirkskammerrätin in Erscheinung und war Obfrau des Bauernbundes in Eggersdorf.